# Charles Elwes
Charles Elwes, né le 15 juillet 1997 à Randburg en Afrique du Sud, est un rameur d'aviron britannique spécialiste du huit.

## Palmarès

### Jeux olympiques
- 2020 à Tokyo,  Japon
  -  Médaille de bronze en huit[1]

### Championnats d'Europe
- 2021 à Varèse,  Italie
  -  Médaille d'or en huit
- 2022 à Munich,  Allemagne
  -  Médaille d'or en huit